# Youssef Abjij
Youssef Abjij (Utrecht, 6 december 1989) is een Nederlandse journalist werkzaam bij het NOS Journaal.

## Biografie
Abjij groeide op in de stad Utrecht in een gezin met drie broers en twee zussen. Zijn ouders zijn in de jaren ’80 vanuit Marokko naar Nederland gekomen, eerst zijn vader, daarna volgden zijn moeder, broers en zus. Youssef en zijn zusje zijn in Utrecht geboren. Na de middelbare school ging hij in 2009 naar de school voor journalistiek aldaar waar hij in 2014 zijn bachelor journalistiek behaalde. 
Vervolgens trad hij in dienst van de  NOS, eerst als redacteur en sedert augustus 2017 als verslaggever voor het jeugdjournaal.
In juli 2020 werd hij binnenlandverslaggever voor het NOS journaal.
In december 2024 werd bekend dat hij het NOS Journaal gaat presenteren. Hij is een van de opvolgers van Malou Petter.